# Concordia Britz
Der V.f.B. Concordia Britz, kurz Concordia Britz, ist ein Fußballverein aus dem Berliner Ortsteil Britz im Bezirk Neukölln. Heimstätte des Vereins ist das 4.000 Zuschauern Platz bietende Stadion am Buschkrug.

## Verein
Der V.f.B. Concordia Britz wurde am 1. Juli 1916 als SC Britz gegründet, nannte sich jedoch bald darauf in „Verein für Bewegungsspiele Britz 1916“, kurz V.f.B. Britz 1916 um. Bereits damals befand sich das Vereinslokal in der Buschkrugallee. 1922 traten die Fußballspieler des SC Straßenbahn zum VfB über, worauf der Verein kurzzeitig bis 1923 unter der Bezeichnung VfB Britz-Straßenbahn auflief. 1930 wurde das heutige Stadion am Buschkrug erbaut. Sportlich spielte der VfB Britz bis Ende des Zweiten Weltkrieges keine bedeutende Rolle im Berliner Fußball.
1945 wurde der VfB aufgelöst und als SG Britz neu gegründet. Die Sportgruppe Britz nahm bereits 1945/46 an der in vier Gruppen erstmals ausgetragenen Berliner Stadtliga teil, in der gleichzeitig die Qualifikation zur eingleisigen Stadtliga ausgespielt wurde. Britz verpasste den Sprung als Viertplatzierter in die eingleisige Stadtliga hinter der Kreuzberger SG Südring nur knapp. 1949 gelang dem inzwischen wieder umbenannten V.f.B. Britz doch noch der Aufstieg in die Stadtliga, die aber lediglich zwei Spielzeiten gehalten werden konnte. In dieser Zeit hatte der Verein durchschnittlich über 3000 Zuschauer. Im Anschluss spielte der V.f.B. Britz noch bis 1958 in der zweitklassigen Amateurliga Berlin, verschwand aber die nächsten Jahrzehnte wieder im unterklassigen West-Berliner Lokalfußball.
1999 fusionierte der V.f.B. Britz mit dem PSV Concordia Gropiusstadt, der durch eine Fusion zwischen dem Polizei SV Berlin (ehemals Gauliga Berlin-Brandenburg) und dem 1. FC Concordia Gropiusstadt entstanden war, zum V.f.B. Concordia Britz. Ab 2001 spielte Concordia in der Landesliga Berlin, ehe 2008 der Aufstieg in die Verbandsliga gelang. Aus dieser stieg man nach zwei Saisons wieder in die Landesliga ab und spielte dort von 2010 bis 2017. Von 2017 bis 2019 spielte Britz in der Bezirksliga. Die Saison 2018/19 beendete man unter Trainer Heiko Lambert auf Platz 3, als zweitbester Dritter der drei Staffeln. Durch den Rückzug der 2. Mannschaft des BFC Dynamo rückte der VfB Concordia Britz für die Saison 2019/20 als Aufsteiger in die Landesliga nach.

## Statistik
- Teilnahme Stadtliga Berlin: 1945/46, 1949/50
- Teilnahme Vertragsliga Berlin: 1950/51
- Teilnahme Amateurliga Berlin: 1951/52 bis 1953/54, 1956/57, 1957/58
- Teilnahme Berlin-Liga: 2008/09 und 2009/10
- Ewige Tabelle der Berlin-Liga: 64. Platz
- Bezirkspokalfinale 2019+22

## Personen
- Horst Talaszus, 9 Bundesligaspiele für Tasmania Berlin, er spielte 1967/68 für den V.f.B. Britz
- Oliver Pötschke, von 2013 bis 2015 und wieder ab 2020 für den VfB Concordia Britz (ehemaliger Nationalspieler der Philippinen mit 3 Einsätzen)